# Tamarine Tanasugarn
Tamarine Tanasugarn (ur. 24 maja 1977 w Los Angeles) – tenisistka tajlandzka, zwyciężczyni turniejów zawodowych w grze pojedynczej i podwójnej, reprezentantka w Pucharze Federacji, olimpijka.

## Kariera
Jej ojciec i zarazem trener Virachai jest z zawodu prawnikiem i występował dwukrotnie na igrzyskach olimpijskich (1960, 1964) jako koszykarz. Ze względu na miejsce urodzenia (Los Angeles) Tamarine Tanasugarn posiada obok obywatelstwa Tajlandii także obywatelstwo USA. W pierwszych latach kariery występy tenisowe łączyła z nauką (studia na uniwersytecie w Bangkoku). W cyklu WTA Tour debiutowała w 1993 na turnieju w Pattaya dzięki przyznanej przez organizatorów "dzikiej karcie", ale wkrótce skoncentrowała się na występach w rywalizacji juniorek. W 1995 była w ścisłej juniorskiej czołówce światowej, co potwierdziła ćwierćfinałem French Open, półfinałem US Open i finałem Wimbledonu. Na wimbledońskiej trawie uległa w finale gry pojedynczej juniorek Aleksandrze Olszy 5:7, 6:7.
Już w 1994 oficjalnie rozpoczęła karierę zawodową. Do czołowej setki rankingu światowego przebiła się pod koniec 1996, kiedy w ostatnim turnieju w roku w Pattaya doszła do finału (przegrała z Rumunką Ruxandrą Dragomir). W 1997 debiutowała we wszystkich imprezach wielkoszlemowych (od Australian Open 1997 nie opuściła żadnego turnieju wielkoszlemowego), dochodząc do II rundy na French Open i III rundy (1/16 finału) w pozostałych. W I rundzie US Open 1997 pokonała Chandę Rubin na inaugurację nowego kortu imienia Arthura Ashe'a. Tajka była ponadto w 1997 w półfinale turnieju WTA Tour w Aucland i ostatecznie zakończyła sezon w najlepszej pięćdziesiątce rankingu. W 1998 był w półfinale w Tokio (Princess Cup) i trzech ćwierćfinałach, a na Australian Open, gdzie jako pierwsza Tajka w historii dotarła do 1/8 finału, odniosła swoje pierwsze zwycięstwo nad rywalką z czołowej dziesiątki – szóstą rakietą świata Chorwatką Majoli. Do 1/8 finału doszła także na Wimbledonie. Na koniec 1998 uplasowała się na 37 miejscu na świecie.
Po nieco słabszym sezonie 1999 (najważniejsze osiągnięcie – ponownie IV runda Wimbledonu, ze zwycięstwem nad rozstawioną Francuzką Sandrine Testud) – w 2000 przebiła się do grona trzydziestu najlepszych zawodniczek na świecie. Na kortach trawiastych w Birmingham doszła do finału, przegrywając z Amerykanką Lisą Raymond. Po raz trzeci z rzędu awansowała do IV rundy Wimbledonu, a w Australian i US Open wystąpiła w 1/16 finału. W latach 2000–2003 regularnie kończyła kolejne sezony w okolicach 30. miejsca na świecie, w maju 2002 dochodząc do najwyższej w karierze pozycji rankignowej – nr 19. W 2001 na Wimbledonie wyeliminowała Amélie Mauresmo (nr 6 WTA), a na innym turnieju na trawie w Eastbourne Nathalie Tauziat (nr 10 WTA). Ponadto w 2001 była w finale Japan Open w Tokio (porażka z Seles), w 2002 w dwóch finałach (Canberra, porażka ze Smasznową i Doha, porażka z Seles).
W 2003 odniosła pierwsze turniejowe zwycięstwo, pokonując w finale w Hajdarabadzie reprezentantkę Uzbekistanu Irodę Tulyaganovą.
Nieco słabsze wyniki w 2004 sprawiły, że wypadła z czołowej pięćdziesiątki rankingu (na koniec sezonu nr 66), a rok później także z pierwszej setki. Do jej najważniejszych osiągnięć w tym okresie należy zaliczyć IV rundę Wimbledonu w 2004 (po raz szósty w karierze). W sezonie 2004 udanie startowała w deblu, co zaowocowało najwyższym miejscem w klasyfikacji gry podwójnej – nr 15 (we wrześniu 2004). Była m.in. w finale w Montrealu (Canadian Open) i ćwierćfinale US Open, w obu przypadkach w parze z Liezel Huber.
Latem 2006 Tanasugarn przeszła z powodzeniem eliminacje na Wimbledonie, a następnie dotarła do III rundy, w której uległa Polce Agnieszce Radwańskiej.
W czerwcu 2008 odniosła drugie zwycięstwo turniejowe w karierze. W finale w ’s-Hertogenbosch pokonała Rosjankę Dinarę Safinę 7:5, 6:3. Następnie odnotowała najlepszy występ w karierze w turniejach wielkoszlemowych – dotarła do ćwierćfinału Wimbledonu. Tanasugran wyeliminowała z turnieju: Czeszkę Petrę Cetkovską, Rosjankę Wierę Zwonariową rozstawioną z numerem 13, reprezentantkę Nowej Zelandii Marinę Erakovic oraz numer 2 tego turnieju, czyli Serbkę Jelenę Janković. Tajka oddała Janković tylko 5 gemów, wygrywając 6:3, 6:2. W walce o półfinał przegrała z Amerykanką Venus Williams 3:6, 4:6.
Rok później po raz kolejny zwyciężyła w turnieju Ordina Open, pokonując tam między innymi Flavię Pennettę 2:6, 6:3, 6:3 oraz Dinarę Safinę 7:5, 7:5. W finale wygrała z Beligjką Yaniną Wickmayer 6:3, 7:5 – odniosła dzięki temu trzeci tryumf w turniejach z cyklu WTA Tour.
We wrześniu 2012 roku odniosła kolejne, ósme zwycięstwo w zawodach WTA w grze podwójnej. Razem ze Zhang Shuai pokonały w chińskim Kantonie rozstawione z numerem pierwszym Jarmilę Gajdošovą i Monicę Niculescu wynikiem 2:6, 6:2, 10–8.
W kwietniu 2013 awansowała do finału debla turnieju rozgrywanego w Monterrey. Razem z Evą Birnerovą uległy parze Tímea Babos–Kimiko Date-Krumm wynikiem 1:6, 4:6.
Barw narodowych w Pucharze Federacji broni już od 1993, zaliczając do 2012 roku 43 zwycięstwa i 24 porażki. W 2004 przyczyniła się do awansu Tajlandii do grupy światowej rozgrywek, w meczu barażowym o awans pokonując Australijki Samanthę Stosur i Nicole Pratt. Trzykrotnie uczestniczyła w igrzyskach olimpijskich, w debiucie w Atlancie w 1996 osiągając ćwierćfinał debla (w parze z Benjamas Sangaram, porażka z doświadczonymi Hiszpankami Martínez i Sánchez Vicario). Na tych samych igrzyskach pełniła funkcję chorążego reprezentacji olimpijskiej. W grze pojedynczej występy olimpijskie kończyła na II rundzie (Sydney 2000, porażka z Venus Williams) lub I rundzie (Ateny 2004, porażka z Indonezyjką Angelique Widjają). Duży sukces odniosła w Pucharze Hopmana w 2000, kiedy razem z Paradornem Srichaphanem dotarła do finału imprezy, uważanej za nieoficjalne mistrzostwa świata w grze mieszanej.

## Finały turniejów WTA
| Legenda                     | Legenda |
| --------------------------- | ------- |
| Wielki Szlem                |         |
| Igrzyska olimpijskie        |         |
| WTA Tour Championships      |         |
| 1988 – 2008                 |         |
| Kategoria I                 |         |
| Kategoria II                |         |
| Kategoria III               |         |
| Kategoria IV                |         |
| Kategoria V                 |         |
| 2009 – 2020                 |         |
| WTA Premier Mandatory       |         |
| WTA Premier 5               |         |
| WTA Premier                 |         |
| WTA International Series    |         |
| WTA 125K series (2012–2020) |         |

### Gra pojedyncza 11 (4-7)
| Końcowy wynik | Nr | Data                 | Turniej          | Nawierzchnia | Przeciwniczka     | Wynik finału     |
| ------------- | -- | -------------------- | ---------------- | ------------ | ----------------- | ---------------- |
| Finalistka    | 1. | 24 listopada 1996    | Pattaya          | Twarda       | Ruxandra Dragomir | 6:7(4), 4:6      |
| Finalistka    | 2. | 18 czerwca 2000      | Birmingham       | Trawiasta    | Lisa Raymond      | 2:6, 7:6(7), 4:6 |
| Finalistka    | 3. | 7 października 2001  | Tokio            | Twarda       | Monica Seles      | 3:6, 2:6         |
| Finalistka    | 4. | 12 stycznia 2002     | Canberra         | Twarda       | Anna Smasznowa    | 5:7, 6:7(2)      |
| Finalistka    | 5. | 17 lutego 2002       | Doha             | Twarda       | Monica Seles      | 6:7(6), 3:6      |
| Zwyciężczyni  | 1. | 9 lutego 2003        | Hyderabad        | Twarda       | Iroda Tulyaganova | 6:4, 6:4         |
| Finalistka    | 6. | 15 października 2006 | Bangkok          | Twarda       | Vania King        | 6:2, 4:6, 4:6    |
| Zwyciężczyni  | 2. | 21 czerwca 2008      | ’s-Hertogenbosch | Trawiasta    | Dinara Safina     | 7:5, 6:3         |
| Zwyciężczyni  | 3. | 20 czerwca 2009      | ’s-Hertogenbosch | Trawiasta    | Yanina Wickmayer  | 6:3, 7:5         |
| Finalistka    | 7. | 14 lutego 2010       | Pattaya          | Twarda       | Wiera Zwonariowa  | 4:6, 4:6         |
| Zwyciężczyni  | 4. | 17 października 2010 | Osaka            | Twarda       | Kimiko Date-Krumm | 7:5, 6:7(4), 6:1 |

### Gra podwójna 16 (8-8)
| Końcowy wynik | Nr | Data                 | Turniej         | Nawierzchnia    | Partnerka           | Przeciwniczki                         | Wynik finału     |
| ------------- | -- | -------------------- | --------------- | --------------- | ------------------- | ------------------------------------- | ---------------- |
| Zwyciężczyni  | 1. | 10 stycznia 1998     | Auckland        | Twarda          | Nana Miyagi         | Julie Halard Janette Husárová         | 7:6(1), 6:4      |
| Finalistka    | 1. | 16 sierpnia 1998     | Manhattan Beach | Twarda          | Ołena Tatarkowa     | Martina Hingis Natalla Zwierawa       | 4:6, 2:6         |
| Finalistka    | 2. | 27 lutego 2000       | Oklahoma        | Dywanowa (hala) | Ołena Tatarkowa     | Kimberly Po Corina Morariu            | 4:6, 6:4, 2:6    |
| Zwyciężczyni  | 2. | 22 października 2000 | Szanghaj        | Twarda          | Lilia Osterloh      | Rita Grande Meghann Shaughnessy       | 7:5, 6:1         |
| Zwyciężczyni  | 3. | 30 września 2001     | Bali            | Twarda          | Evie Dominikovic    | Janet Lee Wynne Prakusya              | 6:7(4), 6:2, 6:3 |
| Finalistka    | 3. | 14 października 2001 | Szanghaj        | Twarda          | Evie Dominikovic    | Lenka Němečková Liezel Huber          | 0:6, 5:7         |
| Finalistka    | 4. | 21 września 2003     | Szanghaj        | Twarda          | Ai Sugiyama         | Émilie Loit Nicole Pratt              | 3:6, 3:6         |
| Zwyciężczyni  | 4. | 5 października 2003  | Tokio           | Twarda          | Marija Szarapowa    | Ansley Cargill Ashley Harkleroad      | 7:6(1), 6:0      |
| Zwyciężczyni  | 5. | 26 października 2003 | Luksemburg      | Twarda (hala)   | Marija Szarapowa    | Ołena Tatarkowa Marlene Weingärtner   | 6:1, 6:4         |
| Finalistka    | 5. | 8 sierpnia 2004      | Montreal        | Twarda          | Liezel Huber        | Ai Sugiyama Shinobu Asagoe            | 0:6, 3:6         |
| Finalistka    | 6. | 2 listopada 2008     | Québec          | Dywanowa (hala) | Jill Craybas        | Anna-Lena Grönefeld Vania King        | 6:7(3), 4:6      |
| Zwyciężczyni  | 6. | 15 lutego 2009       | Pattaya         | Twarda          | Jarosława Szwiedowa | Julija Bejhelzimer Witalija Djaczenko | 6:3, 6:2         |
| Zwyciężczyni  | 7. | 14 lutego 2010       | Pattaya         | Twarda          | Marina Erakovic     | Anna Czakwetadze Ksienija Pierwak     | 7:5, 6:1         |
| Zwyciężczyni  | 8. | 22 września 2012     | Kanton          | Twarda          | Zhang Shuai         | Jarmila Gajdošová Monica Niculescu    | 2:6, 6:2, 10–8   |
| Finalistka    | 7. | 7 kwietnia 2013      | Monterrey       | Twarda          | Eva Birnerová       | Tímea Babos Kimiko Date-Krumm         | 1:6, 4:6         |
| Finalistka    | 8. | 15 kwietnia 2015     | Pattaya         | Twarda          | Shūko Aoyama        | Chan Hao-ching Chan Yung-jan          | 6:2, 4:6, 3–10   |

## Finały juniorskich turniejów wielkoszlemowych

### Gra pojedyncza (1)
| Końcowy wynik | Rok  | Turniej   | Nawierzchnia | Przeciwniczka    | Wynik finału |
| Finalistka    | 1995 | Wimbledon | Trawiasta    | Aleksandra Olsza | 5:7, 6:7(6)  |